# هانگا روآ
هانگا روآ (به اسپانیایی: Hanga Roa) یک شهرک در شیلی است که در جزیره ایستر واقع شده‌است.
این شهرک، مهم‌ترین شهرک، بندرگاه و مرکز جزیره ایستراست.این شهر در بخش جنوبی ساحل غربی جزیره واقع شده‌است.

## تا اواسط قرن نوزدهم، پنج سکونتگاه به نام‌های آناکنا، تونگاریکی، وایهو، ویناپو و ماتاوری در جزیره وجود داشت که چهار مورد از آنها در حالی که ماتاوری با هانگا روآ ادغام شد، ترک کرده‌اند.  در سال 1914 حدود 250 نفر در هانگا روآ زندگی می کردند
هانگا روآ ۳٬۳۰۴ نفر جمعیت دارد.